# 太官令
太官令，又作大官令，中国古代官名。
秦朝、汉朝太官令是少府属官，掌管宫廷饮食，有七丞，俸六百石。东汉置一员，六百石，汉桓帝延熹元年（158年）使太官令得补二千石，属官有左丞、甘丞、汤官丞、果丞各二员。左丞掌饮食，甘丞掌膳具，汤官丞掌酒，果丞掌果及蔬菜。属吏六十九人。
三国曹魏沿置，六百石、七品，孙吴也置太官令。两晋改属光祿勳，东晋一度废除光祿勳而隶属于司徒。南朝宋太官令员一人，隶属门下省侍中；南齐太官令一员，隶属尚书省；南梁太官令隶属门下省，一班，置令一人，太官有市署、正厨、酒库诸丞数人。南陈沿梁制。
北魏太武帝时以毛修之为太官尚书，主进御膳。后分属两省：太官为尚食、中尚食，掌御膳，隶属门下省和集书省；而太官令则掌百官馔食，置令丞，隶属光禄卿。北齐置太官令为光禄寺太官署长官，从八品上，设令丞，掌管食膳而不主御膳。
隋朝置太官令，设三员，正八品下，隋炀帝大业三年（607年）升为正六品。唐朝置二员，从七品下，掌管供祠宴祭品（祠祭）、朝会膳食。
宋神宗元丰改制后，置太官令一员，正九品，隶属于光禄寺，宋哲宗元祐元年（1086年）罢，后重新设置。宋徽宗崇宁三年（1104年）设置尚食局后，太官令仅掌祠祭之事。
明太祖洪武八年（1375年）光禄寺置大官署，设大官令一员，从六品，掌管供祭品宫膳、节令筵席、蕃使宴犒之事，后改为大官署署正。